# Loma Rica
Loma Rica es un lugar designado por el censo ubicado en el condado de Yuba en el estado estadounidense de California. En el año 2010 tenía una población de 2,368 habitantes y una densidad poblacional de 49.6 personas por km². Loma Rica forma parte del área metropolitana de Sacramento

## Geografía
Loma Rica se encuentra ubicado en las coordenadas 39°18′43″N 121°25′04″O / 39.31194, -121.41778. Según la Oficina del Censo, la ciudad tiene un área total de 47,7 km² (18,4 mi²), de la cual 47,7 km² (18,4 mi²) es tierra y 0 km² (0 mi²) (0%) es agua.

## Demografía
Según la Oficina del Censo en 2000 los ingresos medios por hogar en la localidad eran de $46,797, y los ingresos medios por familia eran $52,250. Los hombres tenían unos ingresos medios de $50,100 frente a los $26,518 para las mujeres. La renta per cápita para la localidad era de $27,420. Alrededor del 11.2% de la población estaban por debajo del umbral de pobreza.

## Educación
El Distrito Escolar Unificado de Marysville sirve Loma Rica.